# Majorité matrimoniale
 (mars 2019).
Ne doit pas être confondu avec Nubilité.
La majorité matrimoniale est l'âge auquel une personne est considérée comme capable de s'engager dans les liens du mariage sans autorisation de ses parents ou tuteurs. 
Avant cet âge, l'individu ne peut se marier qu'avec le consentement de ses parents. La majorité matrimoniale n'est pas à confondre avec la nubilité, qui désigne l'âge minimum pour pouvoir se marier.

## Droit par État

### Canada
À l'âge de 18 ans, une personne n'a plus besoin de l'autorisation parentale pour se marier en droit canadien. 
En droit canadien et québécois, une personne peut se marier à l'âge de 16 ou 17 ans, mais elle doit obtenir le consentement de ses parents, en vertu de l'article 2.2 de la Loi sur le mariage civil.

### France
En France, la majorité matrimoniale est identique à la majorité civile, soit à 18 ans pour les deux sexes depuis 1974. La nubilité est fixée à 18 ans pour les deux sexes depuis 2006, avec possibilité de dispense pour « motifs graves ».

#### Histoire du droit français
« Enfans de famille ne ſe peuuent marier ſans le congé de leurs peres & meres, s’ils ne ſont majeurs les fils de trente ans, & les filles de vingt cinq, ſur peine de pouuoir eſtre deſheritez. »
— Antoine Loysel, Institutes coutumières

« Enfants de famille ne se peuvent marier sans le congé de leurs pères et mères, s’ils ne sont majeurs les fils de trente ans, et les filles de vingt-cinq, sur peine de pouvoir être déshérités. »
— Institutes coutumières
Entre 1804 et 1933, le Code civil avait introduit une procédure spéciale utilisable une fois majeur, qui consistait à envoyer à ses parents des « sommations respectueuses » et à ensuite soumettre le cas à un tribunal.
La majorité matrimoniale a évolué au cours des époques et selon les lieux :
- Droit canonique : 12 ans pour les filles, 14 ans pour les garçons (la majorité matrimoniale est alors identique à celui de l'âge nubile), et, à partir de 1917[6], 14 ans pour les filles, 16 ans pour les garçons (canon 1083 dans sa rédaction du 23 janvier 1983).
- Législation royale (ordonnance de Blois de 1579) : 25 ans pour les filles, 30 ans pour les garçons, possibilité de sommations respectueuses (règlement du 20 septembre 1692). La majorité civile est à 25 ans pour les deux sexes.
- Coutume de Normandie (article 38 du Placitez du Parlement de Rouen de 1666) : 20 ans pour les filles et les garçons. On utilise alors les termes de majorité coutumière et majorité d'ordonnance[7].
- 1792 : l'âge de la majorité matrimoniale se confond avec celui de la majorité civile par le décret révolutionnaire du 20 septembre 1792, qui le fixe à 21 ans pour les deux sexes. La nubilité est à 13 ans pour les filles et 15 ans pour les garçons (titre IV, section I, article 1er).
- 1804 : le Code civil établit la majorité civile à 21 ans (article 488 ancien) et la majorité matrimoniale à 21 ans pour les filles et 25 ans pour les garçons (avec possibilité de sommations respectueuses). La nubilité est à 15 ans pour les filles et 18 ans pour les garçons (article 144 ancien[8]).
- 1907 : par la loi du 21 juin 1907, l'âge de la majorité matrimoniale se confond de nouveau avec celui de la majorité civile (21 ans) et les sommations respectueuses sont supprimées (avec notification simple, partiellement supprimée par les lois du 28 avril 1922 et du 17 juillet 1927, totalement par la loi du 2 février 1933).
- 1974 : la majorité civile, comme la majorité matrimoniale, est abaissée à 18 ans[9].
- 2006 : la nubilité est fixée à 18 ans pour les deux sexes[3],[10]. L’article 145 du Code civil[4], qui prévoit une possibilité de dispense pour « motifs graves », reste inchangé.